# Наварре Скотт Момадей
Наварре Скотт Момадей (англ. Navarre Scott Momaday) — письменник-романіст, поет і маляр, був народжений біля містечка Лотон, штат Оклахома, США — 27 лютого 1934 року, в родині корінних американців — індіанців з народності Кайова. Визнаний засновником сучасної індіанської літератури.
Його роман House Made of Dawn («Дім зітканий із світанку») в 1969 році отримав одну з найпрестижніших премій у галузі літератури, журналістики, музики та театру Пулітцерівську премію (англ. Pulitzer Prize). Цей роман вважається першим великим твором початку Відродження індіанської культури. А вже наступний роман The Way to Rainy Mountain («Шлях до гори Дощів»), поєднував у собі фольклор з мемуарами.
Момадей є членом Американської Академії мистецтв та наук, у 2007 році він був нагороджений Національною медаллю мистецтв (англ. National Medal of Arts) за творчі здобутки та збереження усних і мистецьких традицій корінних американців. Він має двадцять почесних ступенів коледжів та університетів.

## Початок творчого шляху
Першою книгою Момадея стало «Зібрання поем Фредеріка Годдарда Такермана», на основі його докторської дисертації, вона була опублікована в 1965 році.
Та справжній початком письменницького шляху Момадея треба вважати невеличку книжечку під назвою «Подорож Тай-ме» The Journey of Tai-me
«Тай-ме» — це в'язка, оберемок засобів традиційної медицини, яку кайова використовують у своєму «Танці сонця». Ця в'язка передавалась з покоління в покоління впродовж віків. Н. Скотт Момадей дізнався про це, коли почав свою подорож, щоб дізнатися про народ кайова та про батьківський рід.
Після смерті своєї улюбленої бабусі Ахо в 1963 році Момадей почав досліджувати та записувати історії та фольклор кайова. Його батько, який розмовляв мовою кайова, художник Аль Момадей, служив перекладачем, коли Скотт відвідував старійшин племен, щоб почути їхні спогади та оповіді. Скотт зібрав ці історії в «Подорожі Тай-ме».
Спочатку книжечка побачила світ обмеженим накладом у 1967 році, «Подорож Тай-ме» стала основою, з якої виріс більш відомий роман «Шлях до Дощової гори». Під час написання цього твору, Момадей додавав власні спогади та вірші. Роман «Шлях до Дощової гори» був надрукований у видавництві університету Ню-Мехіко (University of New Mexico Press).

## Переклади Наварре Скотта Момадея українською
У 80-ті роки минулого століття журнал «Всесвіт» помістив підбірку віршів «З індіанської поезії США» у перекладі Юрія Стадниченка та Анатолія Івченка, між іншими індіанськими акторами, були і три вірша з доробку Момадея. Найбільш відомий — «Тріумфальна пісня Тсоай-Талі»
Я — пір'їна в ясному небі, Я — блакитний кіно, що мчить степом, Я — риба, що в річці лускою виблискує.
Я — тінь, що біжить за дитиною, Я — орел у змаганні з вітром, Я — разок яскравих намистин, Я — найдальша зірка, Я — прохолода світанку, Я — шемріт дощу, Я — відблиск снігового насту, Я — довга місячна стежка на озері, Я — чотирибарвне полум'я, Я — олень самотній у сутінках лісу, Я — картопляне поле і поле сумаху, Я — табун гусей у зимовому небі, Я — голод молодого вовка, Я — відображення всіх цих речей.
Бачите — я живий!
Я в дружбі з землею, Я в дружбі з духами, Я в дружбі з усім, що прекрасне, Я в дружбі з дочкою Тсен-Танте –
Бачите — я живий, я живий!

## Громадська діяльність
Момадей є засновником Rainy Mountain Foundation та Buffalo Trust, некомерційної організації, створенні для збереження індіанської культури. Момадей, відомий як художник-аквареліст, розробив і проілюстрував книгу In the Bear's House «У домі ведмедя».